# Videotex

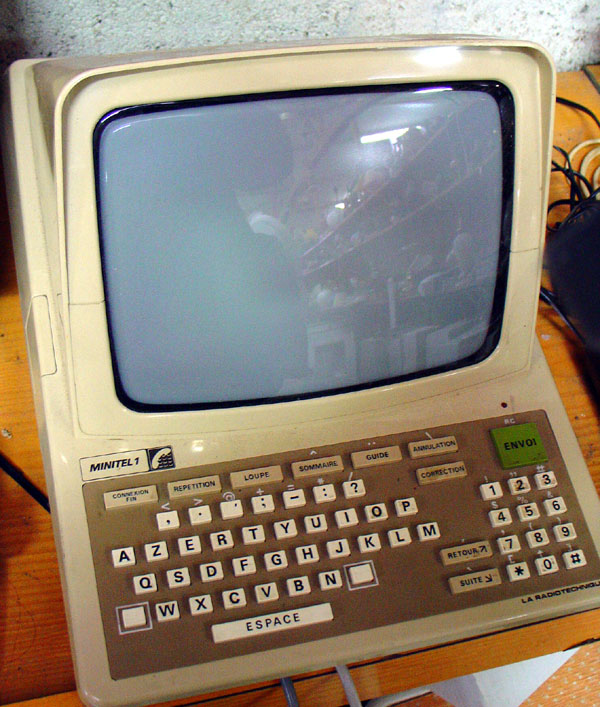
Un terminale Minitel.

Il videotex  è stato il primo esempio di rete di telecomunicazioni per la diffusione di dati e messaggistica a livello mondiale.
Il sistema, sviluppato dalla fine degli anni settanta fino alla metà degli anni ottanta del XX secolo, permetteva agli utenti di trasmettere informazioni (generalmente pagine di testo) che venivano visualizzate solitamente sul televisore di casa.

## Definizione
Con il termine videotex si può intendere:
- secondo una definizione ampia qualsiasi servizio di trasmissione dati, compresi i servizi unidirezionali, come teletext.
- secondo una definizione più restrittiva soltanto i servizi d'informazione bidirezionali, che coprivano necessità dell'utente che saranno successivamente soddisfatte da Internet.

## Norme tecniche
Gli inglesi proposero delle norme tecniche comuni tra le diverse società utilizzatrici, dette CEPT 3. I tedeschi le migliorarono e furono denominate CEPT 1. Ulteriori modifiche furono apportate dai francesi con il CEPT 2.

## Nel mondo

### Francia
Il Videotex ebbe grande diffusione in Francia, con la denominazione Minitel; lanciato nel 1982 e chiuso il 30 giugno 2012, è stato il servizio commerciale che ha conosciuto il maggior successo, grazie alla varietà dei servizi disponibili, alla modalità di fatturazione (si pagava solo il consumo, come nella normale bolletta telefonica), ed anche alla scelta di France Télécom di fornire gratuitamente il terminale.

### Italia
In Italia il sistema, che assunse il nome commerciale di Videotel, fu lanciato nel 1985. Si era in epoca di monopolio pubblico e la società concessionaria, la SIP, del gruppo IRI, applicò la tecnologia Videotex per un servizio che, inizialmente riservato alla pubblica amministrazione ed agli enti pubblici in generale, avrebbe poi conosciuto una larga diffusione anche tra gli utenti privati.
L'iniziativa si rivelò antieconomica: il servizio fu impostato con canoni troppo elevati rispetto alle effettive potenzialità del mercato. La tariffazione scattava non sulla base di un sistema che identificasse la connessione, ma sulla base di una password, facilmente violabile. Anche per questi motivi il risultato economico fu disastroso e la SIP abbandonò il progetto nella seconda metà degli anni '90.
Tuttavia, per quanto limitato, questo servizio ebbe un certo impatto sulla storia del costume: anticipò quello che saranno le chat e i forum, inaugurando un nuovo modo per fare conoscenza e socializzare.
È da notare che il legislatore e il ministero delle Poste avevano regolamentato la pubblicità e il sistema di televendite, mentre uno strumento diffusissimo come Internet è oggi molto meno regolamentato.

### Regno Unito
Il primo tentativo di lanciare un servizio che sfruttasse l'idea del videotex è stato elaborato nel Regno Unito sul finire degli anni sessanta. Verso il 1970 la BBC implementò questa tecnologia per trasmettere informazioni, sotto forma di servizio unidirezionale trasmesso tramite il segnale della TV, che prese in seguito genericamente il nome di teletext. Nel 1972 il progetto fu diffuso anche per l'utenza privata con un prodotto che assunse il nome di Ceefax.
Nello stesso periodo il servizio postale britannico, in procinto di creare British Telecom, sviluppò un sistema dalle caratteristiche simili, ma bi-direzionale, chiamato Viewdata. Diversamente dal Ceefax, il Viewdata sfruttava il collegamento telefonico, anticipando in questo internet.